# Paramúsica
Paramúsica, también conocida como Fantil, es una casa productora musical mexicana dirigida por Peter Honerlage. Ha sido sello discográfico de importantes artistas mexicanos, como Anahí, Teens y Tatiana como artista infantil, y también sirvió de distribuidor para los soundtracks en español de largometrajes animados de Disney.

## Historia
Paramúsica es una de las cinco disqueras trasnacionales que trabajan en México. Peter Honerlage, empresario de origen alemán, llegó a México en el año 1978 y desde entonces decidió crear una casa musical que sirviese de plataforma para nuevos artistas mexicanos. En sus inicios, la empresa producía fonogramas en formato de casete y disco de vinil. Hoy se concentra en la producción del compact disc musical, mayormente dirigido al público juvenil. Desde sus inicios se declaró una casa independiente interesada en desarrollar el talento en México y llevarlo al mundo logrando acaparar todas las tiendas de álbumes y creando costosas e impactantes campañas publicitarias.
Paramúsica, como empresa, llegó a expandir su personal a un máximo de ciento veinte empleados quedando en la actualidad en cincuenta y seis. La empresa ha sido de una alta distinción para la cultura mexicana dado que se preocupa por cumplir con toda normatividad, como pagar derechos de autor, regalías a sus artistas, entre otras cosas. Paramúsica se enfrentó con la crisis del año 2009 y en la actualidad podría desaparecer.

## Algunas producciones con sello discográfico de Paramúsica o Fantil
- ¿Hoy es Mañana? - Anahí (1996)
- Anclado en mi Corazón - Anahí (1997)
- Desde Ayer - Stella Rock Band
- El Rey León II - Disney Soundtracks
- Tríos - Mexican Music
- Naturaleza - Orchestra
- ¡Brinca! - Tatiana (1995)
- Navidad con Tatiana - Tatiana (1996)
- ¡Brinca! II - Tatiana (1996)
- Brisas de Guijalba - Marimba
- Sigue la Magia  - Tatiana (1997)
- Disney's Greatest Pop Hits - Disney Soundtracks
- B. S. O. - Tarzán
- Juguemos - Teens (2000)
- Toy Story 2 - Disney Soundtracks (1999)